# 蛮会镇
蛮会镇，是中华人民共和国内蒙古自治区巴彦淖尔市杭锦后旗下辖的一个乡镇级行政单位。

## 行政区划
蛮会镇下辖以下地区：
蛮会村、华西村、达利壕村、民富村、民生村、民主村、红星村、红丰村、和丰村、和胜村、富强村、红旗村、新堂村、星火村和公益渠村。